# Lutein
A lutein (E161b) (a Latin lutea szóból, melynek jelentése sárga) egy sárga színű karotinoid.  Megtalálható elsősorban leveles zöldségekben, spenótban, kelkáposztában, petrezselyemben,  fehérrépában, brokkoliban, cukkiniben, kukoricában és borsóban. A növények a luteint elsősorban a kék színű fény elnyeléséért, valamint antioxidáns tulajdonsága miatt használják.

## Pigmentként
Ezt a xantofillt pirosas-narancssárga színe miatt előszeretettel alkalmazzák élelmiszerek színezőanyagaként. A lutein elnyeli a kék fényt, így alacsony koncentrációban sárgának, magas koncentrációban pirosas-narancssárgának látszik.
A luteint a baromfitenyészetben is használják, mert a szárnyasoknak sárgás színű bőrt, és élénkebb színű tojássárgát kölcsönöz. Általában élelmiszer-adalékként nem használják, mert különösen más színanyagok jelenlétében erősen instabil.

## Az emberi szemben játszott szerepe
A lutein a szemben, a retinán található sárgafoltban nagy koncentrációban van jelen. Feltételezések szerint a nagy energiájú fénysugarak ellen nyújt védelmet. Számos kutatás bebizonyította az elfogyasztott lutein mennyisége és a sárgafoltban található luteinmennyiség közötti kapcsolatot. Kutatások azt is megmutatták, hogy a sárgafolt pigmentálásának növelése csökkenti az időskori látásromlás esélyeit. [1-7]
A lutein általában természetes úton kerül be az emberi szervezetbe zöldségek és gyümölcsök fogyasztásával. Luteinszegény életmódot folytató egyének, vagy rosszul működő emésztőrendszer esetén mesterséges pótlása ajánlott. Bár nincs maximált napi ajánlott mennyiség, túlzott bevitel esetén karotinodermiát okozhat.

## Szerepe a táplálkozásban
Hiánytünetek:
- Látáskárosodás
- Fakó, száraz bőr

Túlzott bevitel tünetei
- karotinodermia

Fő beviteli források
- Leveles zöldségek
- Tojássárgája
- Élénk színű gyümölcsök

## Felhasználási területei
Gyógyszerészetben, étrendkiegészítőkben, állateledelekben, takarmányokban, kozmetikumokban és élelmiszerekben egyaránt megtalálható.